# Cheche
Cet article concerne le matador mexicain. Pour le couvre-chef, voir Chèche.
José Marrero Bez dit « Cheche », né à La Havane (Cuba) le 19 mars 1870, mort à Ciudad Jiménez (Mexique, État de Chihuahua) le 11 août 1909, est un matador mexicain.

## Présentation
Il prend l’alternative à Monterrey (Mexique, État de Nuevo León), en 1892. Le 9 août 1909, dans les arènes de Ciudad Jiménez, il est gravement blessé par le taureau « Carito » de la ganadería del Chupadero. Il meurt à Ciudad Jiménez le surlendemain.